# Yle TV2
Yle TV2 ist der zweite finnische Fernsehsender. Er gehört zur öffentlich-rechtlichen Rundfunkanstalt Yleisradio (Yle).

## Daten
Der Sitz von TV2 ist in Ristimäki bei Tampere. Regionale Niederlassungen befinden sich in Rovaniemi, Oulu, Vaasa, Jyväskylä, Kuopio, Lappeenranta und Turku. Man sendet etwa 4.200 Stunden pro Jahr. Der Sender beschäftigt rund 400 Mitarbeiter. Direktor 2010 ist Ilkka Saari.

## Programm
Yle TV2 begann mit seiner Ausstrahlung im Jahr 1964 und sendet vorrangig Kinder-, Jugend- und Sportsendungen sowie Unterhaltungsprogramme. Einen weiteren Schwerpunkt stellt die regionale Berichterstattung dar.